# Ban
Ban je bil sprva naziv za kraljevega namestnika na Hrvaškem. Ban je najvišji upravni uslužbenec kraljevine in vrhovni vojaški poveljnik. Sprva je bil le eden za celotno hrvaško ozemlje, po mongolskem vpadu leta 1241 pa sta to nalogo opravljala dva: eden na območju nad Savo (Slavonija) in drugi pod njo.